# Чезаре Пінарелло
Чезаре Пінарелло (італ. Cesare Pinarello, 5 жовтня 1932 — 2 серпня 2012) — італійський велогонщик.
Бронзовий призер Олімпійських Ігор 1952 (тандем), 1956 (тандем) років.
Срібний призер Чемпіонату світу з трекових велоперегонів 1953 року в спринті, бронзовий призер 1955 року в спринті.